# Fernando Concha Viaux
Fernando Concha Viaux, född 2 juli 1976 i Malmö, är en svensk artist och sångare
Concha är utbildad vid Operahögskolan i Stockholm och har varit verksam i många opera-, musikal-, konsert-, tv, reklam, film och operettproduktioner både i Sverige och utomlands. 
Concha är supporter till fotbollslaget Malmö FF och har sjungit in Malmö FF:s officiella klubbhymn, MFF-Hymnen, som spelades in i en ny tappning tillsammans med Malmö symfoniorkester inför invigningen av Malmö FF:s nya hemmaarena Swedbank Stadion 2009. Han sjöng även MFF-hymnen på Malmö FF:s 100-årsjubileum.
Fernando Concha är äldre bror till fotbollsspelaren Matias Concha.

## Diskografi
- Malmö FF:s jubileumsskiva[förtydliga].